# Enrique XV de Reuss-Plauen
El Príncipe Enrique XV de Reuss-Plauen, Virrey de Lombardía-Venecia (22 de febrero de 1751 - 30 de agosto de 1825) fue el cuarto de los seis hijos varones de la familia reinante del Principado de Reuss. A la edad de quince años se unió al ejército de la Monarquía Habsburgo y más tarde luchó contra el Imperio otomano. Durante las Guerras Revolucionarias Francesas pasó a ser general y vio extenso servicio. Comandó un cuerpo durante las Guerras Napoleónicas. Desde 1801 hasta su muerte, fue Propietario (Inhaber) de un regimiento de infantería austriaco.
El Príncipe Enrique llamó la atención del rey Habsburgo en su trentena. Después de distinguirse en batalla contra los turcos, el emperador lo promovió al mando de un regimiento de infantería. Sirvió contra la Primera República Francesa en la Campaña de Flandes y recibió el ascenso a general. El año 1796 lo halló liderando a las tropas austriacas contra el ejército de Napoleón Bonaparte. Al año siguiente comandaba una división.
En 1799 el Príncipe Enrique luchó contra Francia en Alemania y Suiza. Lideró una división en el norte de Italia durante la guerra de 1805. En la campaña del Danubio de 1809, empezó liderando una división y terminó la guerra comandando un cuerpo. En 1813, lideró un satisfactorio esfuerzo diplomático que provocó que el Reino de Baviera cambiara de bando y se uniera a los Aliados contra Napoleón. En su setentena sirvió a Austria en varios puestos militares y civiles.

## Primeros años
Enrique XV nació en el seno de la Casa de Reuss en el Castillo de Greiz el 22 de febrero de 1751. Sus padres, el Conde (después Príncipe) Enrique XI de Reuss von Ober-Greiz (1722-1800) y la Condesa Conradina de Reuss zu Köstritz (1719-1770), continuaron con la tradición familiar de nombrar a todos los hijos varones Enrique y numerarlos de forma consecutiva. Nombraron debidamente a sus seis hijos varones de Enrique XII a Enrique XVII, mientras que sus cinco hijas fueron bautizadas Amalia, Federica, Isabel, María y Ernestina. Perteneciendo a la Línea Mayor de Reuss, Enrique XV recibió el título de Príncipe (Fürst), pero no era el príncipe reinante. La dignidad fue sostenida por su hermano mayor superviviente Enrique XIII de 1800 a 1817.
Enrique XV se alistó en el Regimiento de Infantería Macquire austriaco # 35 en 1766. Él, su padre, y hermanos pasaron a ser príncipes en 1778. Cuando María Teresa murió en 1780, José II de Austria se convirtió en emperador y favoreció al joven príncipe, promoviéndole a Mayor en 1784. Durante la Guerra austro-turca (1787-1791), el emperador seleccionó a Reuss para su personal. Por su notable servicio en el asalto de Šabac en 1788, el emperador promovió al príncipe a Oberst (Coronel) del Regimiento de Infantería Wenzel Colloredo # 56. Reuss combatió en el Sitio de Belgrado en el otoño de 1789.

## Guerras Revolucionarias Francesas

### Guerra de la Primera Coalición
En la primavera de 1793, el Príncipe Enrique defendió con éxito una posición contra los franceses y recibió la promoción a General-Mayor en mayo. Sirvió en el personal del Príncipe Josías de Sajonia-Coburgo-Saalfeld y estuvo presente en la Batalla de Avesnes-le-Sec el 12 de septiembre. En esta acción, el Príncipe Juan de Liechtenstein y 2000 caballeros aplastaron una fuerza de 7000 soldados franceses, infligiendo 2000 pérdidas y capturando 2000 más. A principios de 1796, Reuss comandaba una brigada de infantería en el alto Rin.

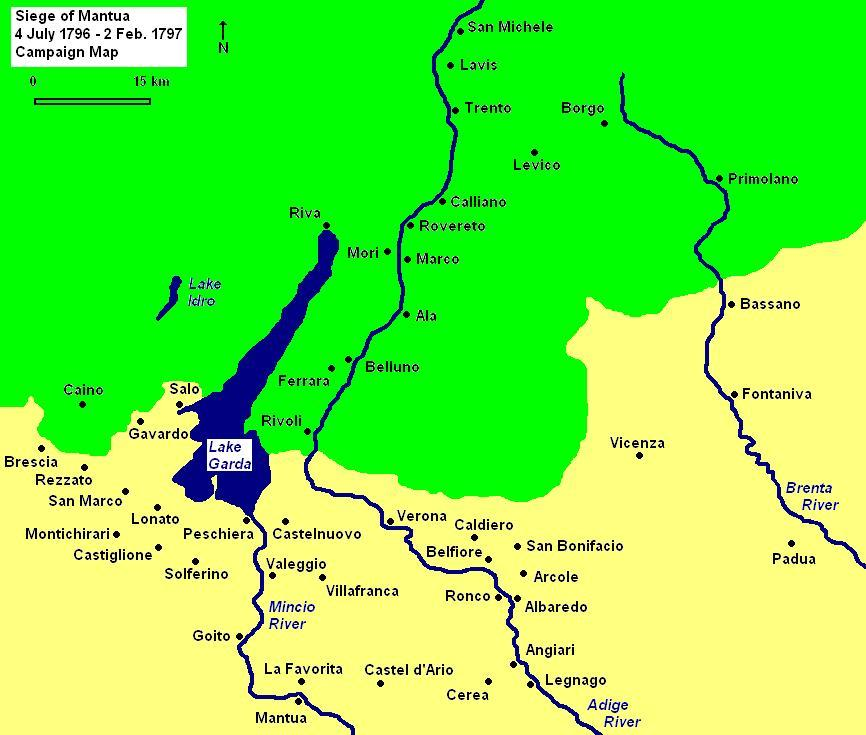
Mapa del sitio de Mantua 1796-1797

Las victorias de Bonaparte sobre Johann Peter Beaulieu en abril y mayo de 1796 alteraron la situación estratégica. Cuando el alto mando austriaco transfirió a Dagobert von Wurmser de Alemania a Italia, Reuss y refuerzos pesados fueron con él. Durante el primer relevo del sitio de Mantua, el príncipe de 45 años lideró una brigada en la columna de Peter Quasdanovich en el lado oeste del Lago Garda. Al principio, las operaciones fueron bien para los austriacos, pero Bonaparte derrotó a Quasdanovich en la compleja Batalla de Lonato y lo obligó a retirarse a Riva del Garda. En lo alto de la batalla, el 3 de agosto, Reuss asedió Desenzano del Garda, rescatando algunos soldados recién capturados que pertenecían al mando de Joseph Ocskay. No obstante, la proximidad de tropas francesas superiores en número le obligaron a retirarse a Gavardo.
Durante el segundo relevo de Mantua, Enrique lideraba una brigada de 5200 hombres en el cuerpo de Paul Davidovich. Su área de responsabilidad se extendía desde el extremo norte del Lago Garda a Trento en el lado occidental del río Adige. El 3 de septiembre una división francesa de 10.000 hombres liderada por Claude Belgrand de Vaubois expulsó a sus puestos de avanzada de Nago-Torbole en el lago. Un mando sobreconfiado le ordenó atacar a los franceses al día siguiente, pero él admitió que eso no era posible. En la subsiguiente Batalla de Rovereto el 4 de septiembre, defendió el campo de Mori en la margen occidental, mientras que sus colegas Josef Vukassovich y Johann Sporck sostenían a Marco en la margen oriental. Bonaparte con una fuerza muy superior derrotó al cuerpo de Davidovich y lo expulsó al norte de Trento.
En el cuarto relevo de Mantua, el nuevo comandante de ejército József Alvinczi asignó a Reuss el mando de la mayor columna de su ejército, cerca de 7900 soldados. Reuss siguió la margen occidental del Adige, mientras que la columna de Vukassovich marchaba por la margen oriental, y el resto del ejército seguía carreteras y caminos más al oeste en las cercanías de Monte Baldo. Durante la Batalla de Rivoli, las tropas a la órdenes de Reuss lucharon valientemente para salir del fondo del río y alcanzar la meseta contra tenaz resistencia. En ese momento, un contraataque desesperado francés puso en pánico a algunos austriacos de otras columnas y los llevó a buscar refugio en el valle del río. Desordenados por las tropas que huían y atacados por los dos lados por los franceses, la columna de Reuss se retiró al fondo de la garganta donde su comandante logró reunirlos. Con Reuss marcado, Bonaparte derrotó al resto de los austriacos en la meseta y ganó la batalla.
Enrique fue promovido a Teniente Mariscal de Campo el 1 de marzo de 1797. Durante la retirada de Italia ese mes, Reuss lideró una división en el ala izquierda a las órdenes del Archiduque Carlos, retirándose a Liubliana (Laibach).

### Guerra de la Segunda Coalición
El 25 y 26 de marzo de 1799, Enrique luchó a las órdenes del Archiduque Carlos en la Batalla de Stockach y en la Batalla de Winterthur en mayo. Lideró una división del Centro del Archiduque Carlos en la Primera Batalla de Zúrich en junio. Su inmediato comandante, el Conde Olivier de Wallis, recibió una herida mortal en el lance. Entre marzo y septiembre de 1800 defendió Vorarlberg y el Tirol. El emperador Francisco II lo nombró Propietario (Inhaber) del Regimiento de Infantería Reuss-Plauen # 17 en 1801. Permaneció como propietario hasta su muerte. Su hermano Enrique XIII fue propietario del Regimiento de Infantería Reuss-Greiz # 55 de 1803 a 1809, y del Regimiento de Infantería Reuss-Greiz # 18 de 1809 a 1817.

## Guerras Napoleónicas
Enrique sirvió a las órdenes del Archiduque Carlos en Italia durante la Guerra de la Tercera Coalición. La organización original del Armee von Italien llamó a Reuss al mando de una división de ocho batallones. Pero en la Batalla de Caldiero el 29-31 de octubre de 1805, Carlos le dio el mando del ala izquierda. Reuss jugó un papel prominente en la lucha, comandando la brigada de ocho batallones en línea de Johann Kalnássy, la brigada de cinco batallones granaderos de Heironymus Colloredo-Mansfeld, y el Regimiento de Ulanos Archiduque Carlos # 3. La niebla se levantó en torno a las 11 a. m. del 30 de octubre y las tropas de Reuss fueron inmediatamente asaltadas por la división de Guillaume Philibert Duhesme. El pueblo de Caldiero, sostenido por sus tropas, cambió de manos varias veces durante el día, mientras Duhesme atacaba y Reuss contraatacaba. El día terminó con Caldiero en manos francesas, pero la línea austriaca intacta. El 31 de octubre, Reuss repelió una sonda francesa en el flanco izquierdo austriaco. Al día siguiente, Carlos se retiró al este y no ocurrieron más acciones en esta campaña.

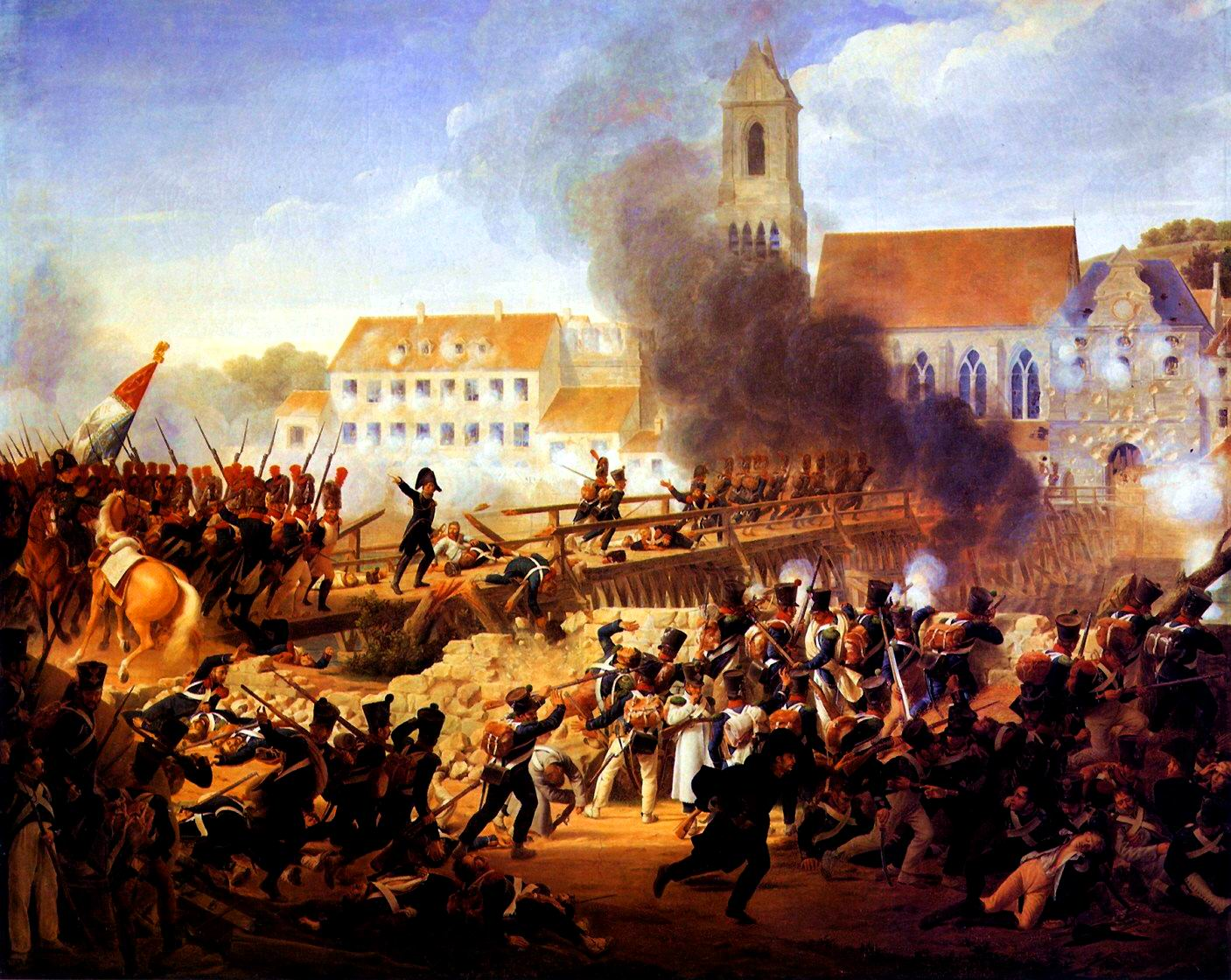
Reuss lideró una división en la Batalla de Landshut.

La Guerra de la Quinta Coalición halló a Enrique liderando una división en el V Cuerpo de Ejército a las órdenes del Archiduque Luis de Austria. Comandó 12 batallones en las brigadas de Federico Bianchi y Franz Schulz von Rothacker. Con la campaña culminando en la Batalla de Eckmühl el 22 de abril, luchó en las batallas de Abensberg y Landshut. Lideró una columna de ataque en una acción exitosa en Neumarkt-Sankt Veit el 24 de abril. Participó en la Batalla de Ebersberg el 3 de mayo.
El 15 de mayo, Enrique recibió el ascenso a Feldzeugmeister y fue seleccionado al mando del V Cuerpo de Ejército. Se perdió la Batalla de Aspern-Essling porque sus tropas estaban desplegadas para vigilar el sector de Nussdorf. Por orden del Archiduque Carlos, su pequeño cuerpo también participó en la Batalla de Wagram. En cambio, guardaban los cruces del Danubio al oeste del campo de batalla. Sus tropas de 8958 hombres incluían las brigadas de Johann Neustädter, Philipp Pfluger, y Johann Klebelsberg. El 10 de julio, Reuss contuvo al ejército francés perseguidor en una exitosa acción de retaguardia en Schöngrabern. Al día siguiente, su cuerpo participó en una acción mucho mayor en Znaim, donde ambos bandos tuvieron sobre 6000 bajas. En las primeras horas del 12 de julio, ambos bandos acordaron un alto el fuego. Por sus acciones del 10-11 de julio, Enrique recibió la Cruz de Caballero de la Orden Militar de María Teresa.
En 1813, comandaba el Ejército del Danubio, un cuerpo de observación en la frontera bávara. El 8 de octubre, firmó el Tratado de Ried con Karl Philipp von Wrede, que resultó en el cambio de bando del Reino de Baviera, uniéndose a los aliados contra Napoleón. Este hecho le mereció la Orden de Leopoldo de Austria y la Orden Militar de Max Joseph por Baviera. Rusia lo honró con la Orden de San Alejandro Nevski. Fue Gobernador del Ducado de Milán y Virrey de Lombardía-Venecia en 1814-15, mereciendo la Medalla de Oro por su servicio civil y la Orden de la Corona de Hierro. Más tarde sirvió como Gobernador de Galitzia. Fue promovido a Feldmarschall cuando se retiró del ejército el 10 de septiembre de 1824. Murió el 30 de agosto de 1825 en el Castillo de Greiz, nunca habiendo contraído matrimonio.